# ناعومي نيشيدا
ناعومي نيشيدا (باليابانية: 西田尚美) هي عارضة وممثلة يابانية، ولدت في 16 فبراير 1972 في اليابان.

## وصلات خارجية
- ناعومي نيشيدا على موقع IMDb (الإنجليزية)
- ناعومي نيشيدا على موقع ألو سيني (الفرنسية)
- ناعومي نيشيدا على موقع أول موفي (الإنجليزية)
- ناعومي نيشيدا على موقع قاعدة بيانات الفيلم (الإنجليزية)
- ناعومي نيشيدا على موقع كينوبويسك (الروسية)